# كريستيد بات (كولورادو)
كريستيد بات (بالإنجليزية: Crested Butte, Colorado)‏ هي بلدة تقع في مقاطعة غونيسون، كولورادو بولاية كولورادو في الولايات المتحدة. تبلغ مساحتها 1.8 (كم²)، وترتفع عن سطح البحر  م، بلغ عدد سكانها 1487 نسمة في عام 2010 حسب إحصاء مكتب تعداد الولايات المتحدة .

## أعلام
- هايدي مونتاج

## وصلات خارجية
- Town of Crested Butte
- The US50 - Cities and Towns in Colorado State
- Colorado Cities and Towns, Facts, Map, Flag, Colleges, Government, and More